# Бад-Шёнборн
Бад-Шёнборн (нем. Bad Schönborn) — община в Германии, в земле Баден-Вюртемберг. 
Подчиняется административному округу Карлсруэ. Входит в состав района Карлсруэ.  Население составляет 12 530 человек (на 31 декабря 2010 года). Занимает площадь 24,09 км².